# Von Schuurman (krater)
Von Schuurman är en nedslagskrater på planeten Venus. Von Schuurman har fått sitt namn efter den tysk-holländska författaren Anna Maria van Schurman.
Kratern har en diameter på 29 kilometer.